# Nkana
Koordinaten: 12° 49′ 45″ S, 28° 12′ 30″ O
Nkana war einmal ein eigenständiger Ort in der Provinz Copperbelt von Sambia. Heute ist er ein Teil der Stadt Kitwe.
Nkana wurde um 1920 als Station an der Eisenbahnstrecke in den Copperbelt gegründet. Namensgebend war Chief Nkana, ein traditioneller Herrscher im Gebiet der Neugründung. 
Das Kupfererz aus den umliegenden Bergwerken der Anglo American Corporation, den damals größten des Landes, wurde in Nkana geschmolzen und für den Export verladen. Etwa 20.000 Arbeiter waren in den Bergwerken und mit der Verhüttung der Erze beschäftigt.
In den späten 1960er-Jahren wurden die sambischen Bergwerke und Verhüttungsindustrien verstaatlicht. Der Stadtteil Kitwe, der Dienstleistungen für die Bergwerke erbrachte, wuchs zusehends. Beide Orte verschmolzen miteinander. In den 1970er-Jahren wurde Nkana von Kitwe eingemeindet. Seitdem stehen beiden Ortsnamen synonym füreinander.